# Chamaeleo
Chamaeleo – rodzaj jaszczurek z rodziny kameleonowatych (Chamaeleonidae).

## Zasięg występowania
Rodzaj obejmuje gatunki występujące w całej Afryce, Azji (Turcja, Syria, Liban, Izrael, Jordania, Arabia Saudyjska, Jemen, Oman, Pakistan, Indie i Sri Lanka) i Europie (Portugalia, Hiszpania, Grecja i Cypr).

## Systematyka

### Etymologia
- Chamaeleo: łac. chamaeleon „kameleon”, od gr. χαμαιλεων khamaileōn „ziemny lew”, od  χαμαι khamai „na ziemi”; λεων leon, λεοντος leontos „lew”[9].
- Phumanola: gr. φυμα phuma, φυματος phumatos „guzek, guz”[10]; łac. przyrostek zdrabniający -ola[11]. Gatunek typowy: Chamaeleo namaquensis Smith, 1831.
- Calyptrosaura: gr. καλυπτρα kaluptra „welon, nakrycie głowy”[12]; σαυρος sauros „jaszczurka”[13]. Gatunek typowy: Chamaeleo calyptratus Duméril & Duméril, 1851.
- Erizia: etymologia niejasna, Gray nie podał znaczenia nazwy rodzajowej[5]. Gatunek typowy: Chamaeleo senegalensis Daudin, 1802.
- Dilepis: gr. δι- di- „podwójny”, od δις dis „dwukrotny”, od δυο duo „dwa”[14]; λεπις lepis, λεπιδος lepidos „łuska, płytka”, od λεπω lepō „łuszczyć”[15]. Gatunek typowy: Chamaeleo dilepis Leach, 1819.

### Podział systematyczny
Do rodzaju należą następujące gatunki:
- Chamaeleo africanus Laurenti, 1768
- Chamaeleo anchietae Bocage, 1872
- Chamaeleo arabicus Matschie, 1893
- Chamaeleo calcaricarens Böhme, 1985
- Chamaeleo calyptratus Duméril & Duméril, 1851 – kameleon jemeński[16]
- Chamaeleo chamaeleon (Linnaeus, 1758) – kameleon pospolity[17]
- Chamaeleo dilepis Leach, 1819 – kameleon uszaty[16]
- Chamaeleo gracilis Hallowell, 1844
- Chamaeleo laevigatus Gray, 1863
- Chamaeleo monachus Gray, 1865
- Chamaeleo namaquensis Smith, 1831
- Chamaeleo necasi Ullenbruch, Krause & Böhme, 2007
- Chamaeleo senegalensis Daudin, 1802
- Chamaeleo zeylanicus Laurenti, 1768

## Ochrona
Wszystkie gatunki z tego rodzaju zostały objęte konwencją waszyngtońską  CITES (załącznik II).